# Maddalene (cattolicesimo)
Le maddalene (localmente indicate con il nome di pentite, penitenti o convertite) sono le ospiti delle numerose istituzioni cattoliche destinate alla protezione e alla riabilitazione delle ex prostitute.
In origine le pentite erano raccolte in case autonome (monasteri o conservatori) finanziate da benefattori privati o pubblici, in cui le maddalene conducevano vita religiosa o quasi-religiosa; nel Duecento sorse un vero ordine religioso, detto delle suore penitenti della Beata Maria Maddalena, che si diffuse in tutta l'Europa centrale.
A partire dal Seicento e poi soprattutto nell'Ottocento, sorsero numerose congregazioni di suore il cui fine principale era la protezione e la riabilitazione delle donne cadute o pericolanti (istituti di Nostra Signora della Carità, della Misericordia o del Buon Pastore...).

## Storia
Le prime iniziative a favore delle prostitute pentite risalgono agli inizi del XII secolo, quando numerose "donne perdute", attratte dalla predicazione di personalità come Roberto d'Arbrissel, Vitale di Savigny o Enrico di Losanna, manifestarono il loro desiderio di riabilitarsi o abbracciare la vita religiosa: Roberto d'Arbissel ne accolse molte nei suoi monasteri, insieme con le religiose provenienti dalla nobiltà; Vitale di Savigny ed Enrico di Losanna, invece, spinsero i loro seguaci a unirsi in matrimonio con queste donne.
La sede apostolica iniziò a occuparsi del fenomeno a partire dal pontificato di papa Innocenzo III che, con la lettera Universis Christifidelibus del 29 aprile 1198, esortò tutti i cattolici a promuovere la riabilitazione delle prostitute pentite.
Tra i primi ad accogliere l'invito del pontefice va ricordato Folco di Neuilly, che a Parigi raccolse numerose prostitute che si sentivano chiamate alla vita religiosa e offì loro il monastero di Saint-Antoine-des-Champs, poi affiliato all'ordine cistercense.
Anche alcuni ricchi laici aderirono alla richiesta di Innocenzo III. Un ricco borghese di Marsiglia, Bertrando, insieme con altri benefattori, convertì un gruppo di peccatrici e diede loro la possibilità di sposarsi (fornendo loro una dote) o di assoggettarsi a una disciplina religiosa: oltre che a Marsiglia, sorse un monastero anche ad Aix-en-Provence e papa Niccolò III diede alle penitenti la regola di sant'Agostino.
Il francescano Vitale du Four, mentre svolgeva il suo apostolato a Tolosa, riuscì ad allontanare numerose donne dalla prostituzione. Acquistò per loro un monastero nei pressi della basilica di Saint-Sernin e ne affidò la direzione ai canonici regolari: divenuto cardinale, Vitale si servì della sua influenza presso i papi Clemente V e Giovanni XXII per stabilizzare la sua opera. Il monastero di Tolosa fu elevato ad abbazia nel 1327 e le penitenti adottarono la regola di sant'Agostino.
La casa delle penitenti di Avignone ha origini oscure, ma conobbe un notevole sviluppo a partire dal 1293, quando ricevette un cospicuo lascito dal ricco mercante Giovanni di Saint-Gilles, e poi grazie alla protezione dei vescovi Gasberto du Val, Anglico de Grimoard e Ailito di Aigrefeuille. Nel 1370 la comunità arrivò a contare 40 penitenti. Papa Gregorio XI, con tre bolle del 17 agosto 1376, fissò le norme che disciplinavano questa istituzione. A quelle donne era assegnato il titolo di "Penitenti della beata Maria Maddalena": potevano essere ammesse in comunità solo se non avevano superato l'età di 25 anni e se, per la loro bellezza, correvano ancora il rischio di ricadere nel vizio; a capo della comunità era posta una gubernatrix; l'abito delle penitenti era costituito da tunica bianca, mantello nero e velo.
Altre case per prostitute pentite sorsero, nel corso del Trecento, a Limoux, Narbona, Montpellier.
La genesi e l'evoluzione delle case per pentite in Italia sono oscure, ma è certo che nel Duecento esistevano istituti simili a Roma, Viterbo, Bologna e Messina. La fondazione di un rifugio per donne pubbliche a Roma risale al pontificato di papa Alessandro IV che, il 24 settembre 1255, raccomandò a Giovanni da Toledo, cardinale di San Lorenzo in Lucina, l'erezione di un monastero di pentite presso Santa Maria sopra Minerva; gli edifici, però, furono acquistati dai domenicani e il cardinale diede inizio alla sua opera presso San Pancrazio. Al 1255 risale anche un privilegio di Alessandro IV per le penitenti di Sant'Anna a Messina.
A Viterbo una casa di penitenza fu aperta dal ricco laico Fardo d'Ugolino nel 1313: a quanti avessero beneficiato l'opera papa Giovanni XXII concesse indulgenze, ma le prostitute che si ritirarono nel monastero furono poco numerose e l'istituzione ebbe vita effimera.
La casa delle pentite di Bologna è documentata sin dal 1250 e rimase attiva a lungo: ancora nel 1402, grazie alla predicazione di Antonio da Bitonto, numerose prostitute lasciarono la loro vita per ritirarsi in quel luogo.
In Germania si hanno testimonianze di case autonome di pentite a Spira e ad Hohenberg: entrambe furono fondate da benefattori laici che diedero alle maddalene un abito religioso; ad Hoemberg le pentite potevano lasciare la casa per mendicare al fine di provvedere al proprio sostentamento.
A opera dei crociati, nel corso del Duecento sorsero conventi di convertite in Oriente: ad Acri, dove sono documentate da una lettera di papa Gregorio IX del 1237, la loro chiesa era dedicata alla Maddalena e seguivano la regola di sant'Agostino; ad Antiochia di Cipro le pentite vivevano secondo la regola di san Benedetto (nel 1295 papa Bonifacio VIII concesse alla priora e alle sorelle del convento un'indulgenza).
Nella cristianità medievale e moderna era vivo l'interesse per il problema delle prostitute pentite, ma le iniziative a loro sostegno ebbero sempre carattere isolato, prive di collegamenti tra loro; le case di pentite ebbero vita effimera, scomparendo spesso insieme al loro fondatore e benefattore. Generalmente queste fondazioni erano conservatori, ovvero conventi senza clausura e senza voti mantenuti da elemosine e sovvenzioni pubbliche. La quasi totalità di questo genere di monasteri di pentite scomparve con le soppressioni tra il 1798 e il 1810.
A partire dagli anni '20 del Duecento, però, in Germania si elaborò un progetto più elaborato e di maggior successo e si giunse alla fondazione dell'ordine delle penitenti di Maria Maddalena, sorte a opera di Rodolfo di Worms: le monache seguivano la regola di sant'Agostino e le costituzioni delle domenicane di San Sisto. L'ordine fu duramente colpito dalla riforma protestante e poi dalle soppressioni giuseppine e dal Kulturkampf. Dal loro ultimo monastero, a Lubań, ebbe origine una congregazione di suore che ne continua lo spirito e la missione.
Durante gli anni della sua predicazione apostolica in Normandia, Bretagna e Borgogna, Giovanni Eudes convertì numerose prostitute ma, per mancanza di aiuto, queste spesso tornavano alla loro antica professione. Per aiutare queste donne Eudes nel 1641 fondò a Caen l'Ordine di Nostra Signora della Carità, detto del Rifugio: le ex prostitute entravano volontariamente nei rifugi dell'ordine e potevano uscirne quando volevano, ma durante la permanenza erano tenute alla clausura e a uno stile di vita simile a quello delle religiose basato sulla regola di sant'Agostino. La direzione dei rifugi era affidata a monache e alle pentite non era consentito abbracciare la vita religiosa: potevano diventare solo oblate e servire come ausiliarie nel monastero. Dalla Francia i rifugi dell'ordine si diffusero in Italia, Spagna, Irlanda, Stati Uniti d'America, Messico, ma le singole case conservarono sempre il carattere di monasteri autonomi.
Dal rifugio del Buon Pastore, fondato da Maria di Sant'Eufrasia Pelletier ad Angers nel 1829, ebbe origine una congregazione di suore che conservava spirito e missione dell'ordine di san Giovanni Eudes ma aveva un carattere centralizzato. Alla morte della fondatrice, nel 1868, la sua congregazione contava oltre 2000 suore e 110 case. Alle suore del Buon Pastore propriamente dette, si affiancavano due classi di religiose reclutate tra le pentite: uno dedito alla vita contemplativa e uno di ausiliarie dedite all'apostolato attivo.
A imitazione delle religiose del Buon Pastore di Angers, sorsero in tutta Europa congregazioni dedite all'apostolato delle pericolanti e delle traviate: le Suore del Buon Pastore di Milano; l'Istituto del Buon Pastore di Parma, fondate da Anna Maria Adorni, le Figlie di Gesù Buon Pastore di Piacenza, Crema, Cremona, Vercelli e Torino, derivate dalla fondazione dei marchesi Giulia e Tancredi Falletti di Barolo.
Un'altra importante opera per la protezione e la formazione delle donne cadute fu avviata nel 1801 a Bordeaux da Marie-Charlotte-Therese de Lamourous, che fondò le Suore della Misericordia. Le penitenti formavano una sola comunità con le suore e ne adottavano l'abito, in modo che non fossero identificabili come ex prostitute (solo il vescovo locale conosceva lo stato dei membri della comunità). A imitazione della Misericordia di Bordeaux, sorsero furono fondate numerose congregazioni simili: le Suore di Nostra Signora della Misericordia di Laval, le Suore della Beata Vergine Maria della Misericordia di Varsavia e le Suore della misericordia di Montréal.